# Dorfkirche Altkalen

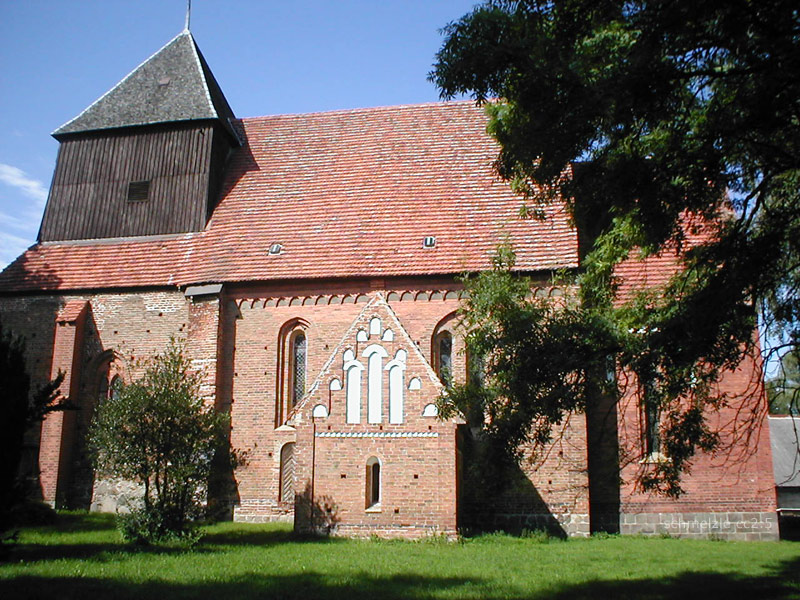
Dorfkirche in Altkalen

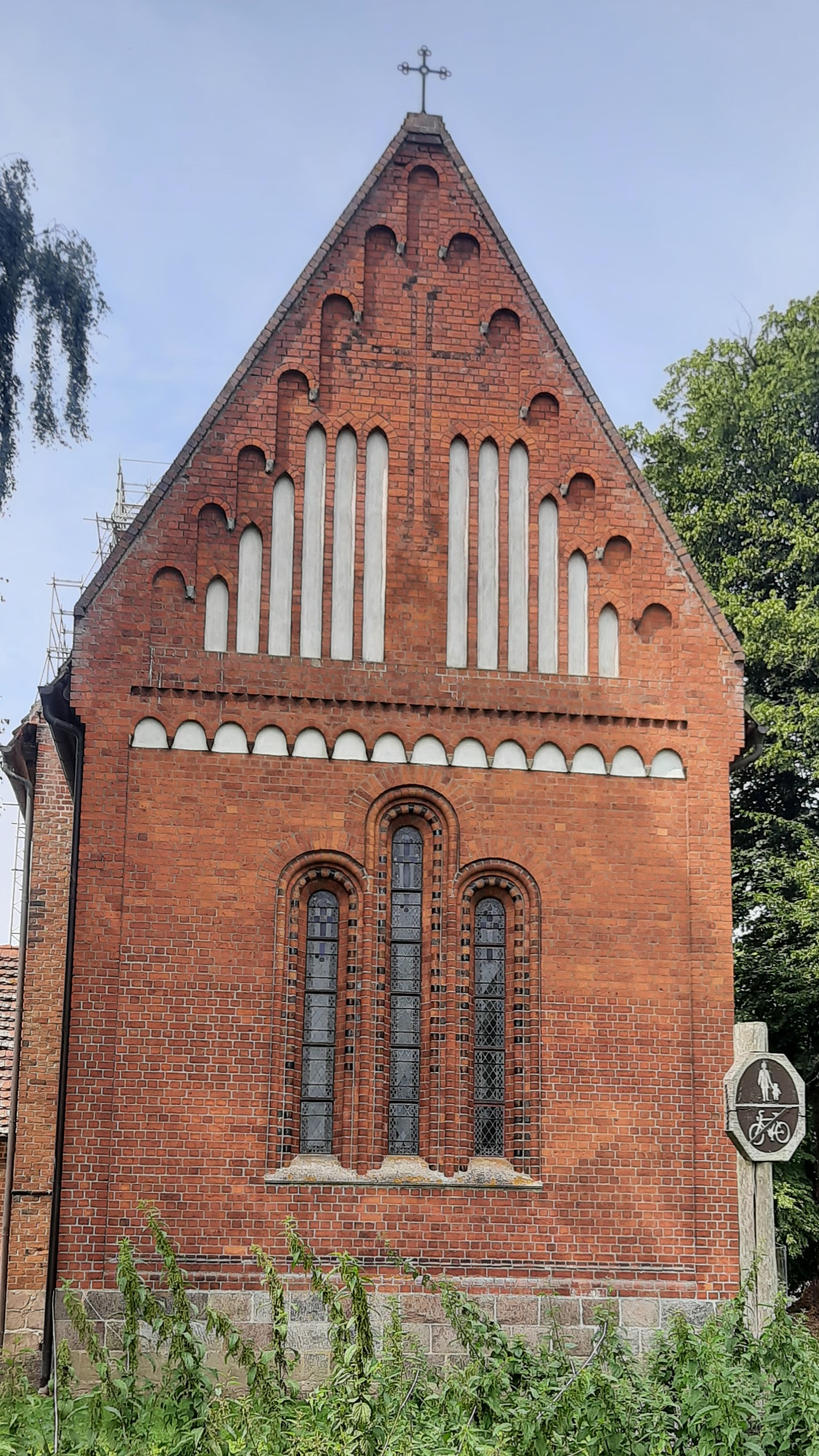
Rückansicht der Kirche von Altkalen, Mecklenburg-Vorpommern

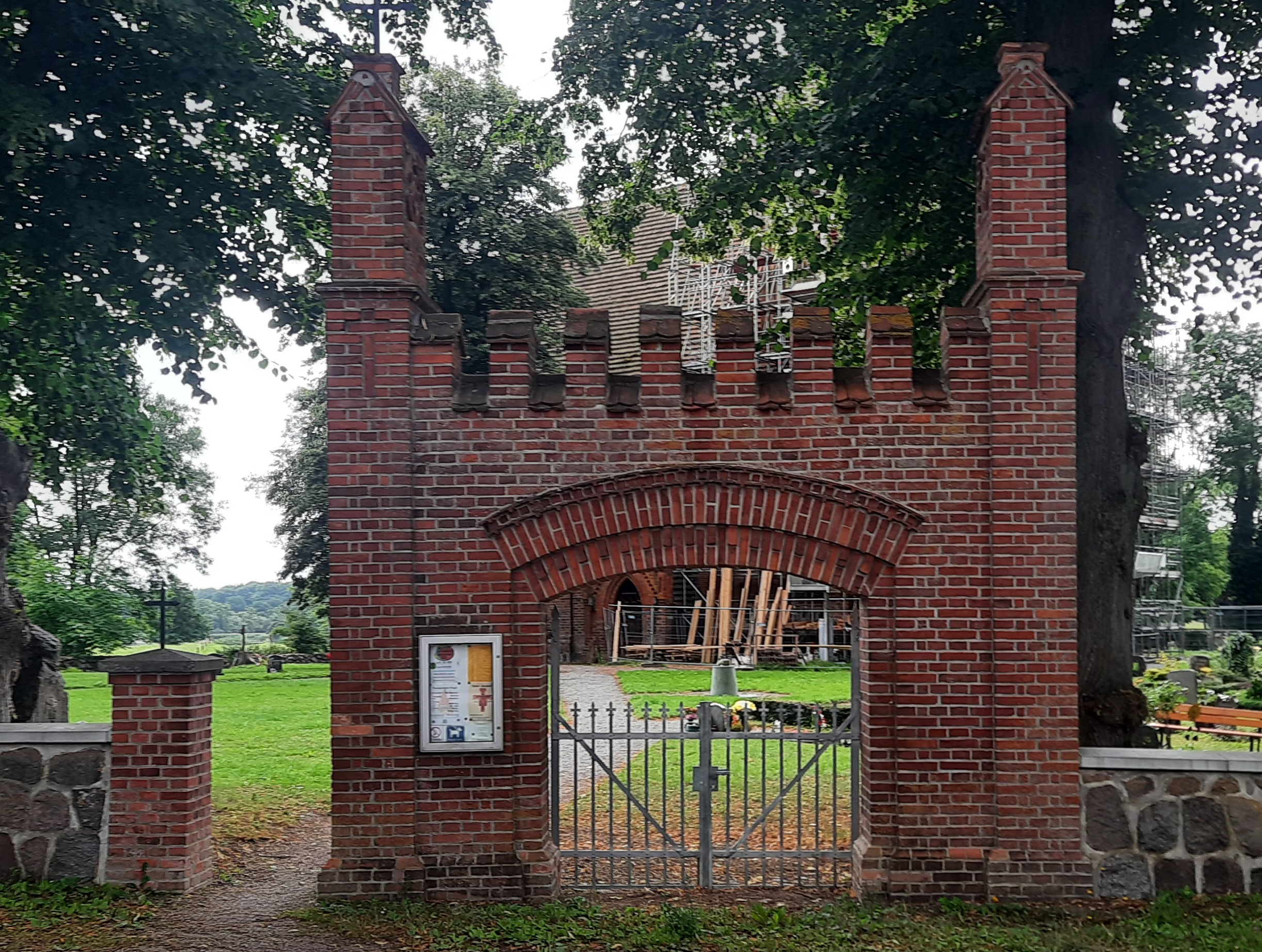
Eingangsbereich der Dorfkirche Altkalen

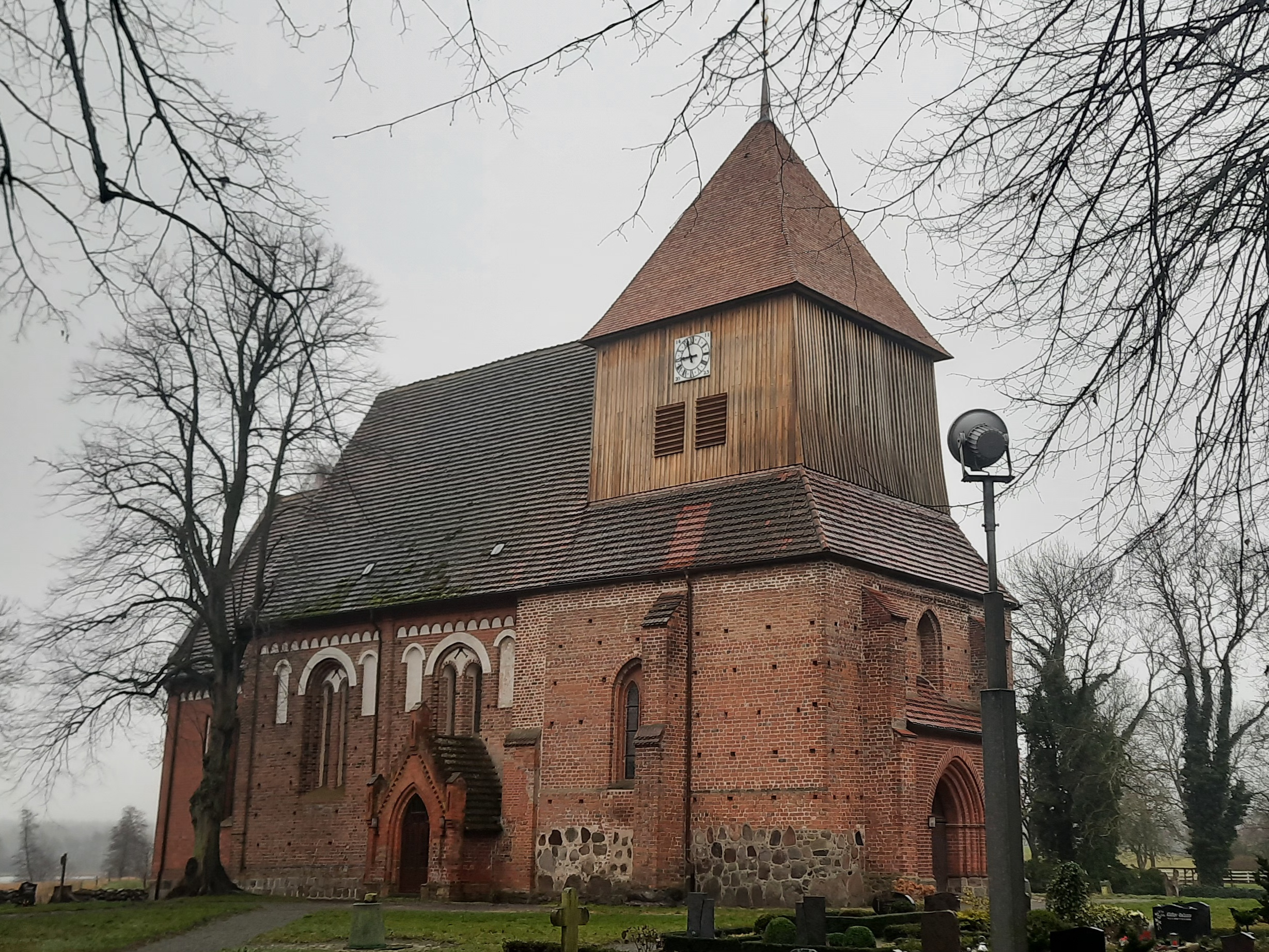
Kirche von Altkalen im Landkreis Rostock in Mecklenburg-Vorpommern mit saniertem Turm mit Ziffernblatt

Die Dorfkirche Altkalen ist eine mittelalterliche Dorfkirche in Altkalen im Landkreis Rostock in Mecklenburg-Vorpommern. Sie ist eine der Kirchen der verbundenen Kirchgemeinde Altkalen-Boddin in der Propstei Rostock im Kirchenkreis Mecklenburg der Evangelisch-Lutherischen Kirche in Norddeutschland (Nordkirche).

## Geschichte

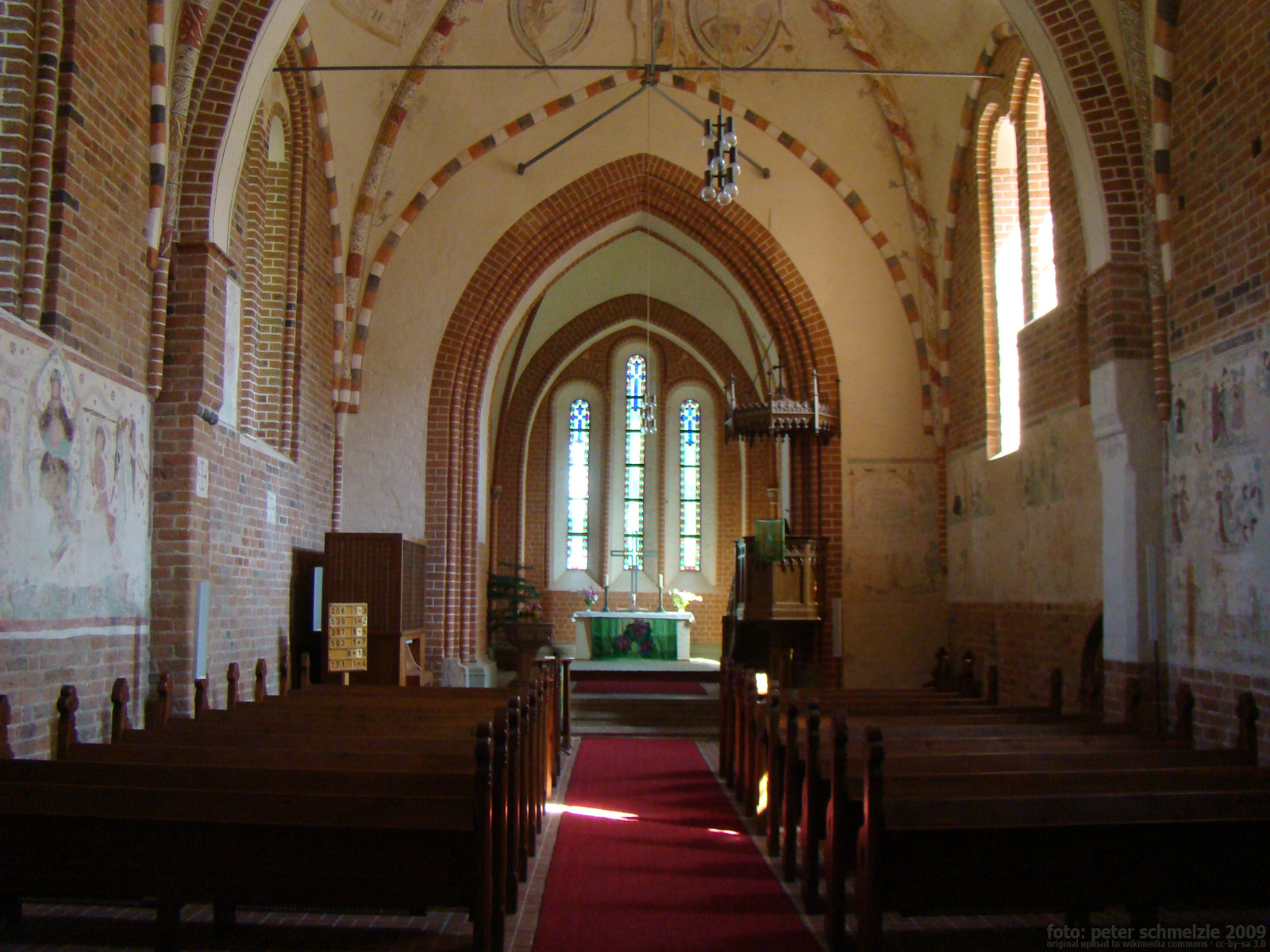
Blick zum Chor

Eine Kirche in Kalen ist bereits 1232 mit der Verleihung des Patronatsrechts an Abt Thietmar vom Kloster Dargun bezeugt. Nachdem Kalen 1244 zur Stadt erhoben worden war und 1253 Fürst Heinrich Borwin III. der Stadt das lübische Recht verliehen hatte, wurde wenig später mit dem Neubau einer Kirche begonnen. Der älteste Teil der Kirche ist das zweijochige Langhaus in der Mitte der Kirche, das zum Zeitpunkt seiner Errichtung wie beim Bauverlauf weiterer ähnlich alter Kirchen der Umgebung vermutlich als Chor einer wesentlich größeren Kirche geplant war. An diesen rechteckigen Backsteinbau wurde südlich eine Sakristei angebaut. Die weitere Baugeschichte der Kirche folgt dem Abstieg der Stadt Kalen nach der Gründung von Neukalen zum Dorf Altkalen: der Bau eines großen westlich anschließenden Kirchenschiffs wurde verworfen. Stattdessen plante man die Errichtung eines quadratischen Steinturms im Westen, von dem im 15. Jahrhundert nur der Unterbau mit dem Ansatz eines Gewölbes fertiggestellt wurde. Der Turmaufbau wurde nur als Holzkonstruktion ausgeführt. 1864/65 wurde während einer Renovierung an der Ostseite der Kirche  ein rechteckiger, schmalerer und niedrigerer Chor, der auch das Mauerwerk des alten Mittelbaus stützt, sowie eine Vorhalle an der Nordseite angebaut. Bei der Renovierung im 19. Jahrhundert wurden an den Wänden des Mittelbaus spätromanische Malereien entdeckt, die bei der letzten Sanierung von 1988 bis 1992 freigelegt wurden. Ein Altaraufsatz mit einem Kreuzigungsgemälde von Gaston Lenthe von 1854, das nach dem Chorneubau für den Altar erworben worden war, wurde bei der Renovierung um 1990 vom Altar weggenommen und an eine Chorseitenwand gehängt, so dass der Blick auf die Chorfenster frei ist.

## Baubeschreibung

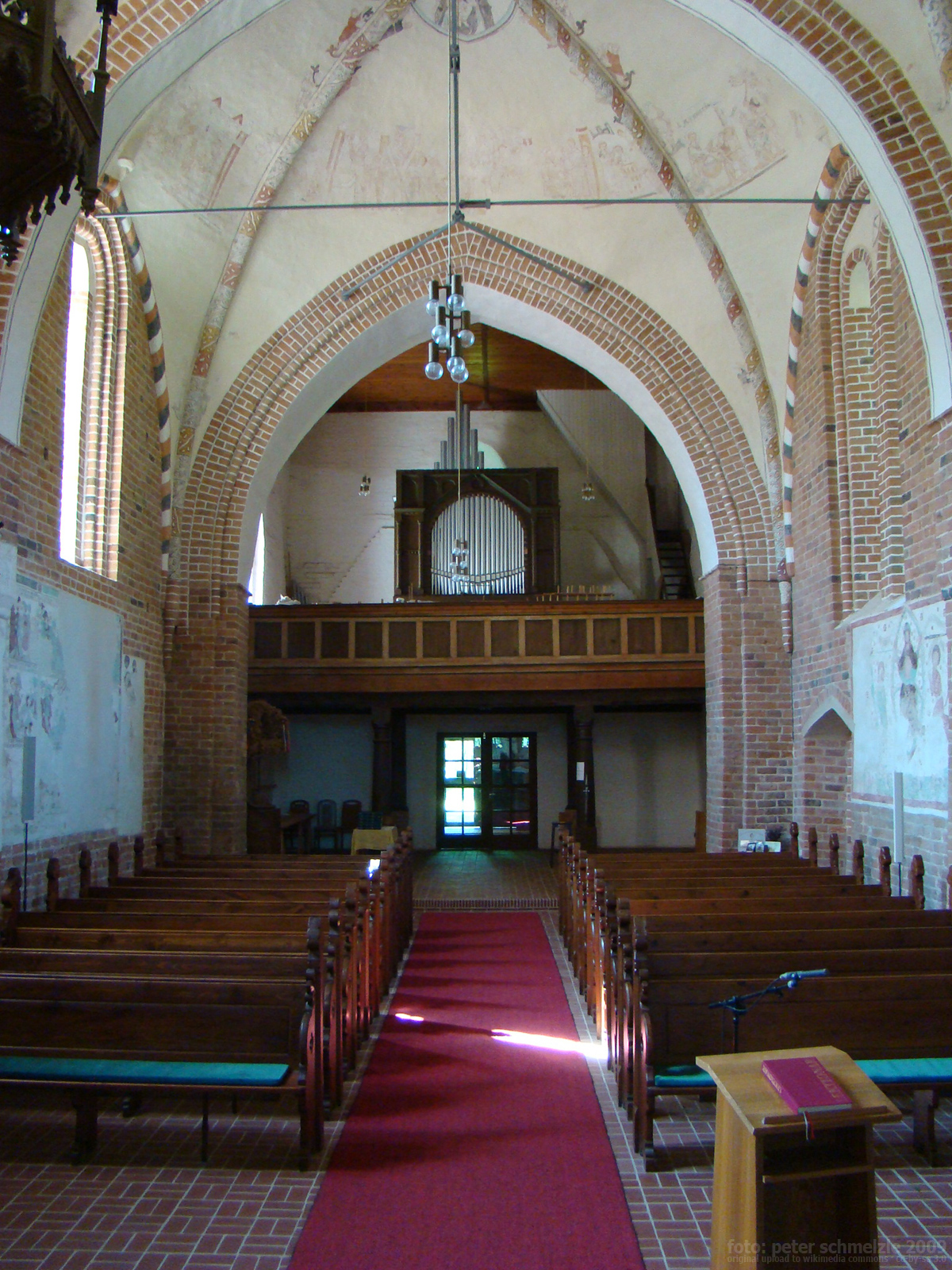
Blick zum Turmsockel

Die Dorfkirche in Altkalen ist ein rechteckiger von zwei kreuzrippengewölbten Jochen überspannter Backsteinbau. In den östlichen Gewölbevierteln befindet sich jeweils ein plastisches Kreuz. Joche und Kirchenwände weisen zahlreiche alte Malereien auf. Im Westen schließt sich an das Schiff der durch einen Spitzbogen mit dem Schiff verbundene quadratische Turmunterbau in Schiffsbreite an, der einen neuzeitlichen Holzaufsatz mit Zeltdach trägt. Nach Osten ist an das Schiff ein ebenfalls durch einen Spitzbogen erschlossener, rechteckiger, leicht eingezogener Chor mit einer neogotischen Dreifenstergruppe angebaut. Südlich an das Schiff ist die alte kreuzgewölbte Sakristei, nördlich eine jüngere Vorhalle angebaut, die das frühgotische Nordportal teilweise überdeckt. Seine Blenden und Friese (Rundbogenfries, Deutsches Band) weisen für eine  Datierung des Kirchenschiffs auf das späte 13. Jahrhundert hin. Die Backsteinmauern der verschiedenen Bauteile haben unterschiedlich hohe Sockel aus Feldsteinen. In den westlichen Turmunterbau wurde eine hölzerne Orgelempore eingezogen, in die alte Bauteile von Emporen um 1800 eingeflossen sind und die bei verschiedenen Renovierungen mehrfach verändert wurde.

## Ausstattung
Der Altar im Chor ist schlicht gehalten und trägt ein Kreuz aus der Werkstatt der Zürcher Künstlerin Renate Stendar, die außerdem weitere moderne Kunstobjekte für die Kirche geschaffen hat, darunter die rechts vom Altar aufgehängte Plastik Das Auge Gottes und die im Turmunterbau aufgestellte Plastik Salvatore mundi. Im Altarraum ist außerdem ein neugotischer Taufstein aufgestellt, am rechten Chorbogen ist eine Kanzel gleichen Stils von 1865 befestigt. An den Wänden des Chores befindet sich neben dem alten Altarbild von Gaston Lenthe auch ein Porträtbild des langjährigen Altkalener Predigers Heinrich Johann Ernst Storch (1758–1823).
Die Orgel mit 15 Registern auf zwei Manualen und Pedal auf der Empore wurde 1900 bei Julius Schwarz in Rostock gefertigt. Da das Instrument längere Zeit bis zu einer neuerdings erfolgten Überarbeitung in einem schlechten Zustand war, wurde eine als Geschenk aus Bayern nach Altkalen gekommene zusätzliche kleinere Orgel seitlich im Kirchenschiff aufgestellt.
Im Turm der Kirche befindet sich eine Glocke von 1490.

## Wand- und Deckengemälde

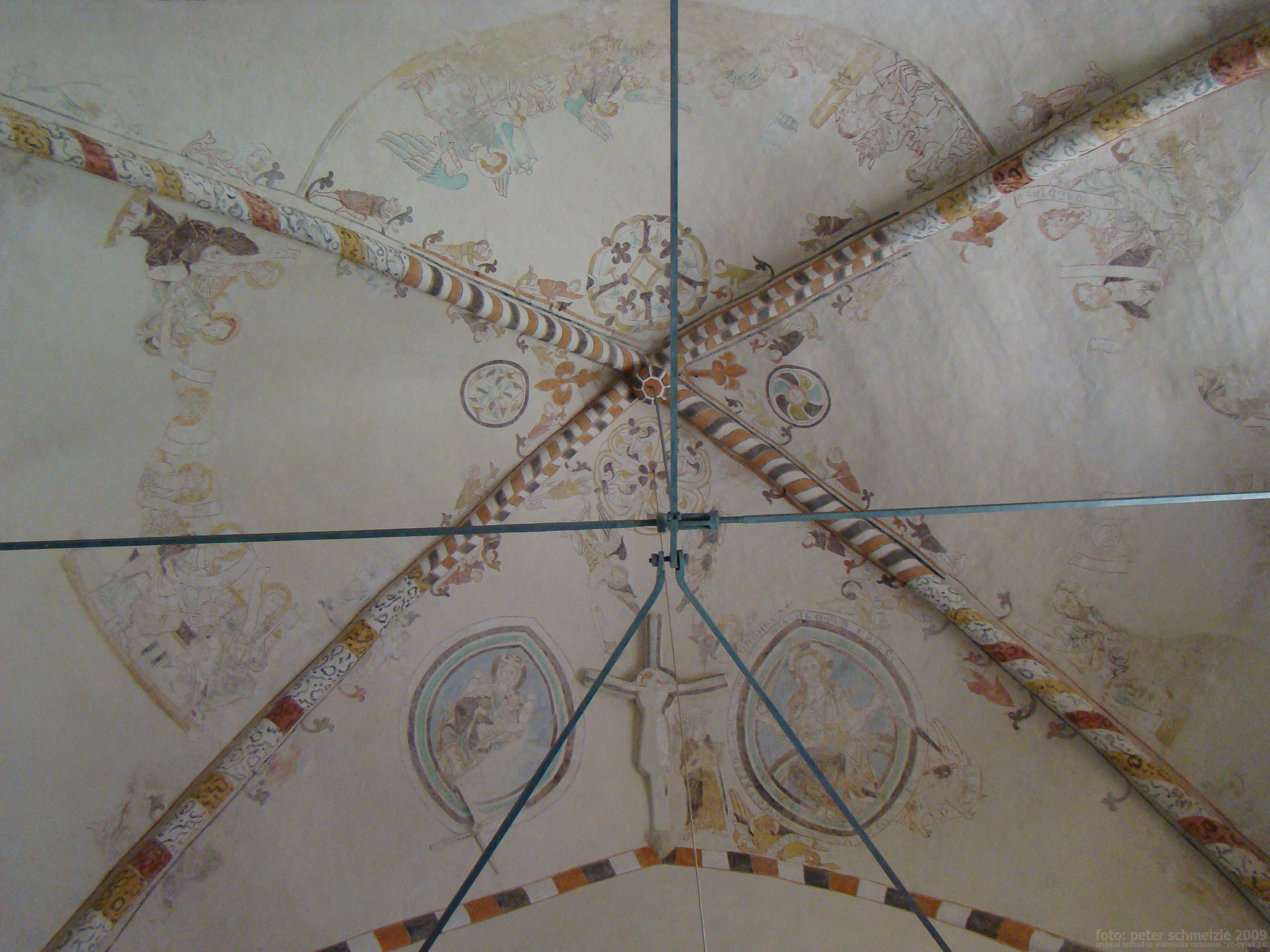
Deckengemälde, östliches Joch

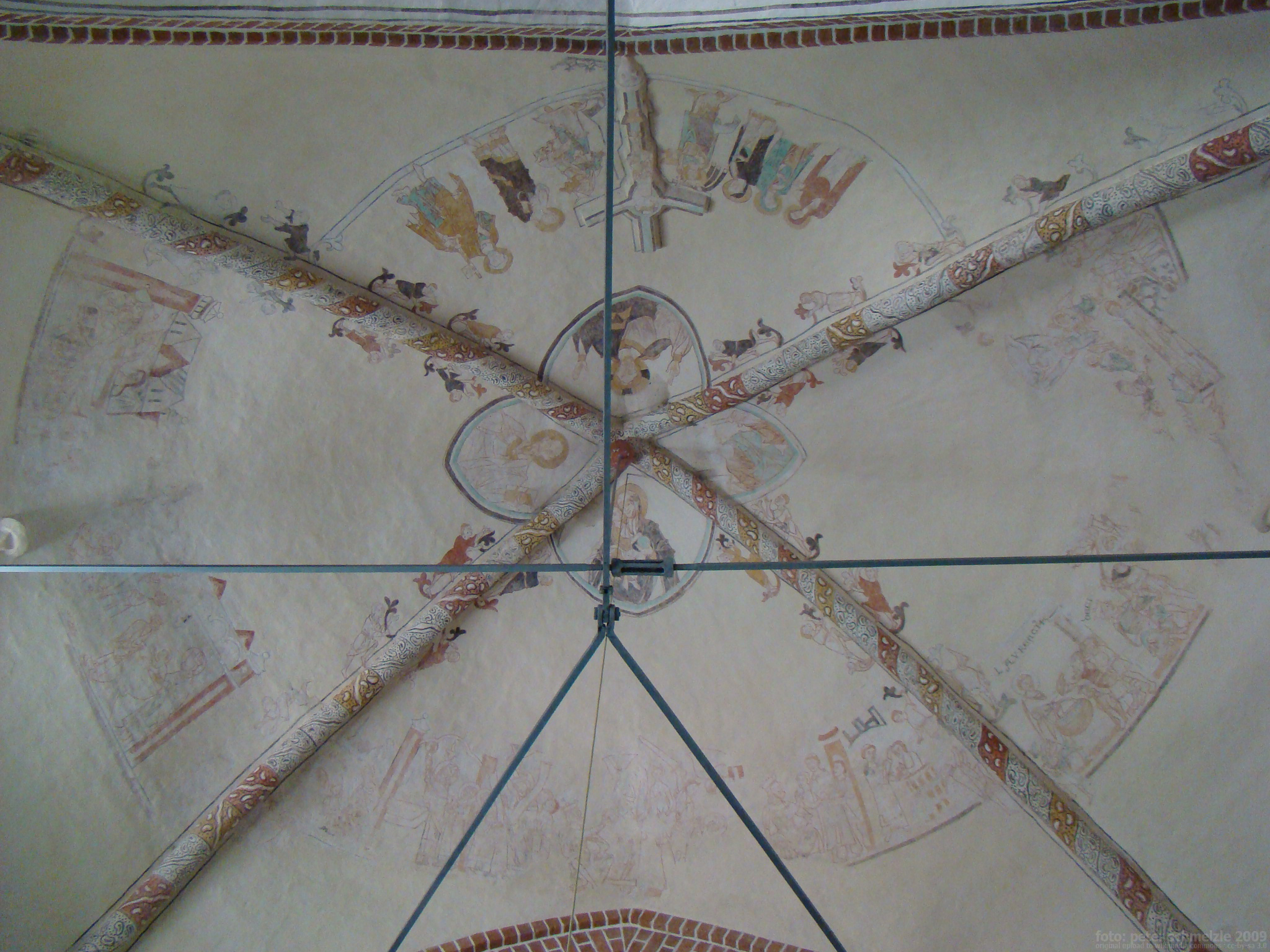
Deckengemälde, westliches Joch

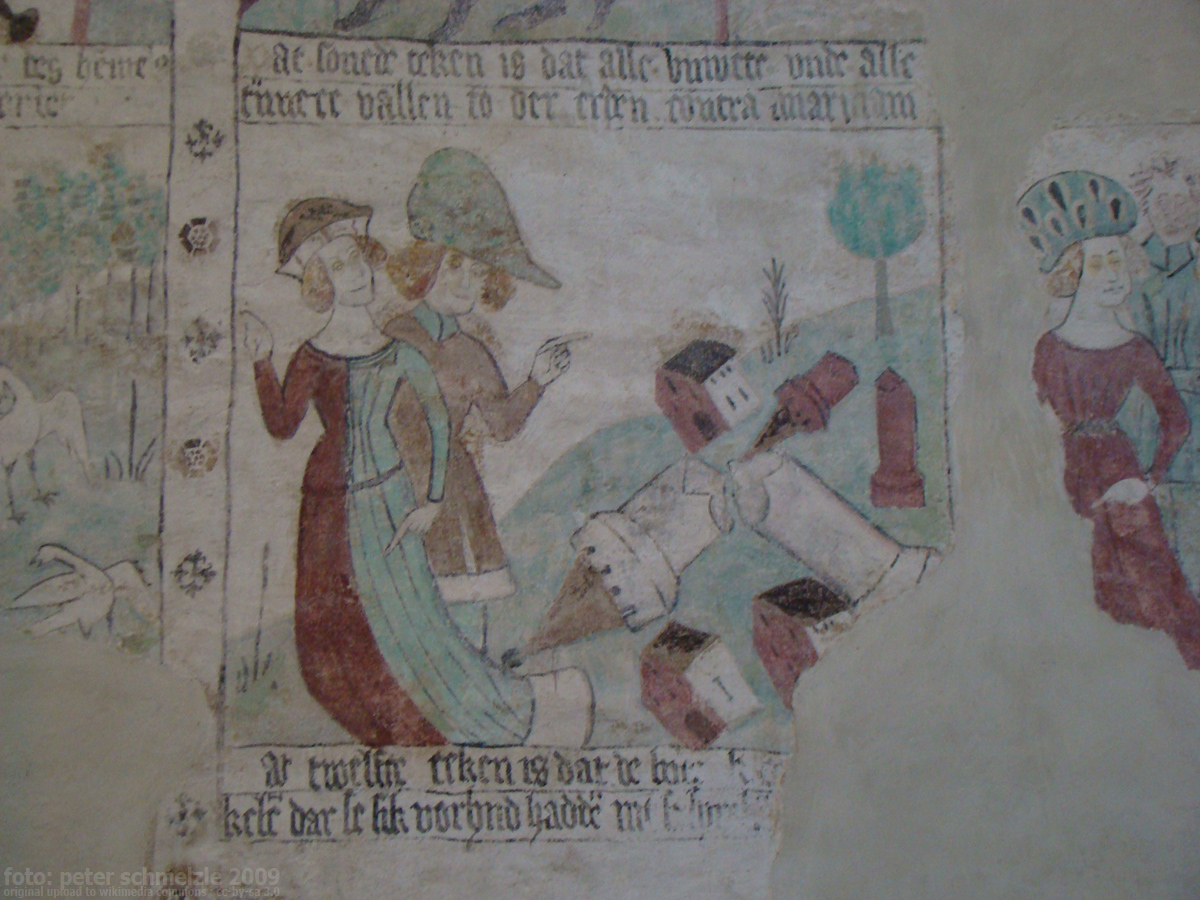
Wandgemälde (Ausschnitt)

Die ältesten Malereien sind die Ausmalungen der Gewölbejoche des Kirchenschiffs. Im östlichen Joch ist der richtende und gnädige Christus umgeben von Evangelistensymbolen und Maria als Himmelskönigin dargestellt, außerdem die Apostel sowie Allegorien auf Gericht und Gnade. Im westlichen Joch repräsentiert eine Frauengestalt  mit Krone, Siegesfahne und Kelch links des plastischen Kreuzes die siegende Kirche. Ihr gegenüber symbolisiert eine andere Frauengestalt mit Synagogenhut, abfallender Krone und zerbrochener Fahne die besiegte Synagoge. Weiterhin ist im westlichen Joch die Legende des Heiligen Laurentius mit dessen Martyrium auf dem glühenden Rost zu sehen. In beiden Jochen sind außerdem kleine, sich nach oben hangelnde Gestalten dargestellt.
Die Wandmalereien sind teilweise nur fragmentarisch erhalten und nicht eindeutig zuzuordnen. Es handelt sich vermutlich um jüngere Fassungen des bereits in den Gewölben zu sehenden Bildprogramms. So tauchen abermals der gnädige und der richtende Christus sowie Szenen aus der Laurentiuslegende auf. Bei der Wiederholung des Deckenbildprogramms könnten ältere Darstellungen übermalt worden sein, darunter die der Salome mit dem Kopf Johannes des Täufers sowie die eines Christophorus.
Wegen der stark ausgeprägten Laurentius-Symbolik ist es umstritten, ob die Kirche ursprünglich Maria oder Laurentius geweiht war.
Die Malereien wurden vermutlich in der Reformationszeit übermalt, im 19. Jahrhundert wiederentdeckt und um 1990 von Lothar Mannewitz freigelegt und restauriert.